# Mount Humphreys
Mount Humphreys je hora v pohoří Sierra Nevada, na hranici Fresno County a Inyo County, na východě Kalifornie.
Mount Humpreys je jednou z dominantních hor ve své oblasti, tj. severně od Mount Whitney a skupiny Palisade.
Dle přijímané prominence je Humpreys šestou, případně třináctou nejvyšší horou Kalifornie.
Hora je pojmenovaná po americkém kartografovi a vojenském inženýrovi Andrew A. Humphreysi.

## Geografie
Mount Humpreys leží na východě Sierry Nevady, západně nad údolím Owens Valley, jihozápadně od města Bishop.